# Turizam u Montréalu
Turizam u Montréalu je važna gospodarska grana kanadskog grada Montréalu, pokrajina Québec. Godine 2005., grad je posjetilo 14 milijuna turista. Kao i u pokrajinu Québec, posjetitelji u Montréal dolaze iz cjeloga svijeta, najviše njih dolazi iz SAD-a, Francuske, Ujedinjenog Kraljevstva, Njemačke, Meksika i Japana. Zahvaljujući turizmu 2005. godine je ostvareno 39.000 radnih mjesta u Montréalu.

## Vanjske poveznice
- Turizam Montréal  Arhivirana inačica izvorne stranice od 13. travnja 2009. (Wayback Machine)